# Шон О'Кейсі
Шон О'Кейсі (30 березня 1880, Дублін — 18 вересня 1964, Торкі) — ірландський драматург.

## Життєпис
Шон О'Кейсі народився під ім'ям Джон Кейсі в бідній англіканській родині в північній частині Дубліна. Батько Джона Майкл помер, коли синові було всього шість років, і з чотирнадцяти років Кейсі почав працювати на залізниці і продавцем газет, причому самостійно навчився читати і писати, оскільки не міг відвідувати школу через поганий зір. У 1906 О'Кейсі став членом Гельської ліги і змінив своє ім'я на більш ірландське, в той же час вступивши в Ірландський союз транспортних і некваліфікованих робітників, але поступово розчарувався в національному русі, хоча в 1914 недовго був генеральним секретарем Ірландської громадянської армії. У 1918 побачив світ його перший твір — оповідання «Жертва Томаса Еша» (The Sacrifice of Thomas Ash), навіяний Великоднім повстанням.
У 1923 Театр Абатства, який до того відхилив три п'єси О'Кейсі, поставив четверту — «Тінь стрільця» (The Shadow of a Gunman), а за нею «Юнону і павича» (Juno and the paycock) і «Тінь і зірки» (The Plough and the Stars). Остання з постановок викликала бурхливий скандал і нападки націоналістів, і в 1926 О'Кейсі назавжди покинув Ірландію, оселившись в Торкі в Південно-Західній Англії. 